# Cradle of Filth
Cradle of Filth é uma banda inglesa de black metal sinfônico da cidade de Suffolk, Inglaterra, formada em 1991.
O estilo musical da banda evoluiu originalmente do black metal mais "produzido" dos gêneros gothic metal, metal sinfônico e outros do metal extremo. Seus temas líricos e imagens são fortemente influenciados pelo ocultismo, vampirismo, demonologia, erotismo, mitologia, satanismo e filmes de terror.
A banda se libertou de seu nicho original cortejando a publicidade mainstream. Esse aumento da acessibilidade trouxe cobertura de nomes como Kerrang! e MTV, juntamente com frequentes aparições no palco principal em grandes festivais como Ozzfest, Download Festival, Hellfest, Bloodstock e até mesmo o mainstream Sziget Festival. Eles às vezes foram percebidos como satânicos por observadores casuais.

## História

### Primeiros anos

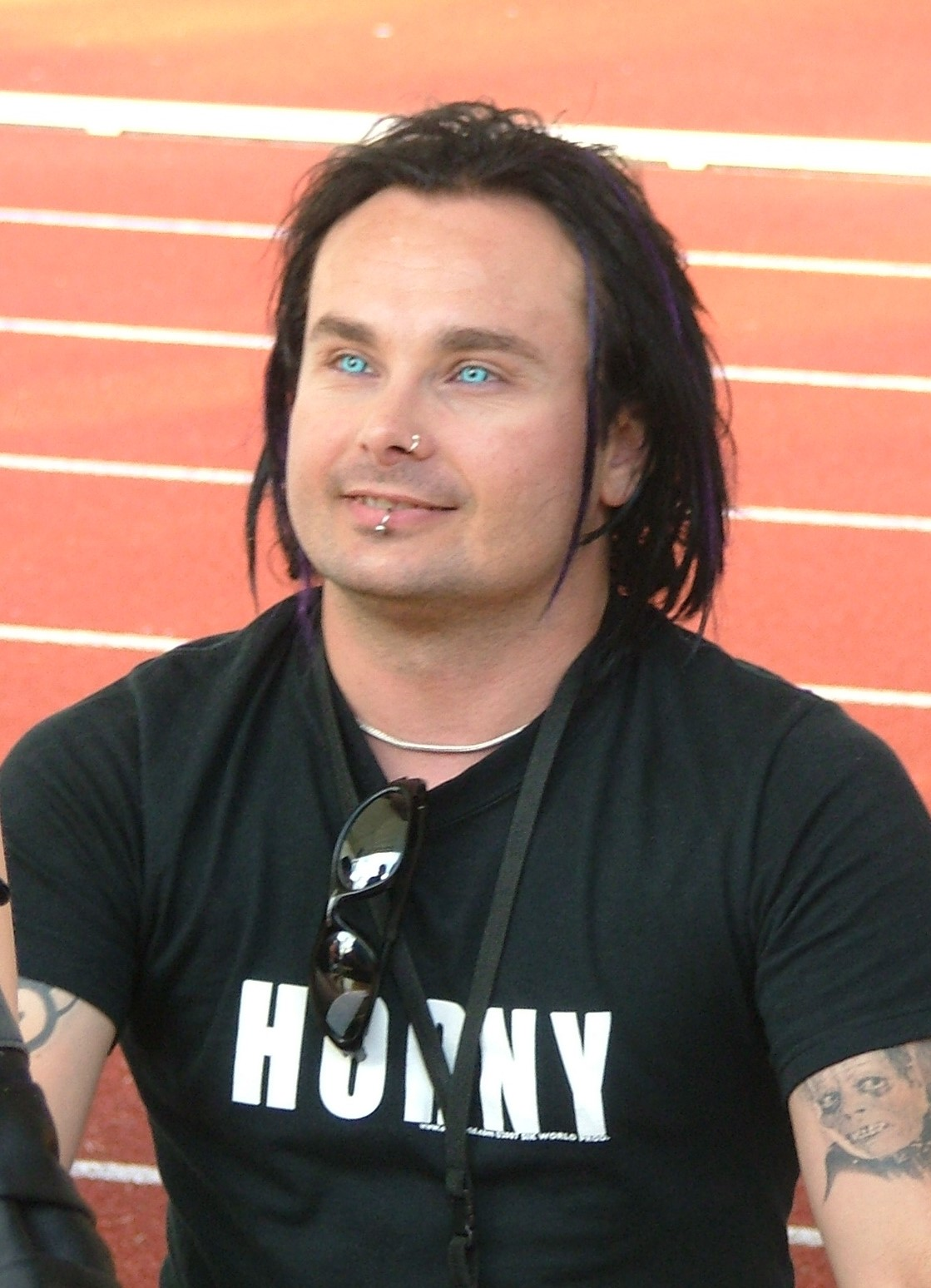
"Dani Filth" em Kuopio no Rockcock-musicfestival

Daniel Lloyd Davey mais conhecido como 'Dani Filth', em meio aos seus anos de colegiais, tinha interesse pela cena heavy metal e se influenciou ouvindo bandas como Black Sabbath , Emperor, Venom , Slayer e principalmente o Iron Maiden, e quando terminou seus estudos no fim de 1991, formou o Cradle of Filth.
A formação inicial era de Dani (vocais), John (baixista), Darren (bateria), Robin (guitarras), Paul Ryan (guitarras) e Ben Ryan (teclados). Em 1992 nasce a primeira demo, Invoking the Unclean. Devido aos fracos desempenhos de Robin na guitarra ele deixa a banda. Orgiastic Pleasures foi a segunda demo gravada em 1993. Esta teve mais sucesso que a primeira e resultou ao Cradle of Filth numa proposta de contrato com a gravadora Tombstone Records. Contudo, devido a certos problemas com a banda, foi deixado de se assinar o contrato com a saída de John para dedicar a sua carreira. Robin, ex-guitarrista, então junta-se agora como baixista do Cradle, e a terceira demo, Total Fucking Darkness é gravada.
Em 1994, Cradle of Filth assinou com uma gravadora independente, Cacophonous Records, com a qual gravaram seu primeiro álbum, The Principle of Evil Made Flesh. Este foi lançado em abril de 1994 e vendido 32 000 cópias inicialmente. No encarte do álbum, a banda usa nomes artísticos, como "Nocturnal Pulse" para Robin e "Dark Immortall Scream" para Dani. Assim como as bandas mais antigas do estilo, eles vestiam-se e pintavam-se de um jeito característico, com um forte apelo gótico. Mas as letras eram um pouco diferentes: em vez de explorar temas como viquingues e ocultismo, os temas preferidos do letrista Dani são vampiros e a lenda de Elizabeth Bathory (que teria sido uma aristocrata europeia do século XVI que torturava e matava seus criados, acreditando que ao beber o sangue destes, conservaria sua beleza ao longo da eternidade).

### Era Music for Nations

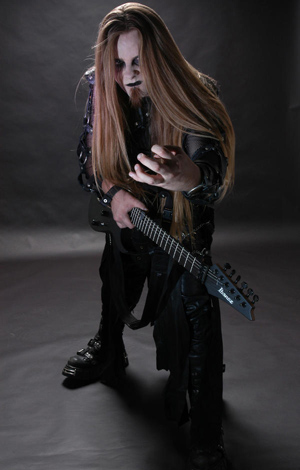
James McIlroy entrou na banda em 2004 gravou os álbuns "Nymphetamine, Darkly, Darkly, Venus Aversa e Evermore Darkly" deixou a banda em 2013.

Em 1995 os irmãos Ryan deixam o COF para começar sua própria banda Blood Divine. Eles foram substituídos por Damien (tecladista) e Stuart Anstis (guitarrista).
Cradle of Filth tem seu contrato rompido com a gravadora Cacophonous Records, e em 1996 é lançado o EP V Empire (Or Dark Faerytales in Phallustein), último lançamento com a gravadora. Sarah Jezybel entra na banda como vocalista de apoio, e Paul Allender também resolve sair, sendo substituído por Jared Dementer. Em novembro de 1996, conseguem trocar de selo. A nova casa agora é a Music for Nations. Ainda antes de um novo lançamento, mais uma mudança na formação: sai o recém chegado Jared para a entrada de Gyan Pyres.
O segundo álbum, Dusk and Her Embrace, produzido por Kit Woolven (Cathedral, Thin Lizzy). Foi produzido durante dois meses; na verdade, a banda ainda estava na Cacophonus quando começou a preparar esse disco, mas já haviam decidido lançá-lo por outro selo devido aos problemas com a antiga gravadora. Atualmente são encontradas edições especiais deste disco, como, por exemplo, uma edição digi-pack com algumas faixas bônus. Em 2021, o álbum foi eleito pela Metal Hammer como o 4º melhor álbum de metal sinfônico de todos os tempos.
Depois de uma turnê de divulgação, a banda volta ao estúdio ao lado do produtor Jan Peter Genkel (Therion) para a gravação de um novo álbum. Em 1997 o tecladista Damien sai para seguir sua carreira de escritor de matérias para uma revista de heavy metal e no seu lugar é posto Les 'Lector' Smith. Também no mesmo ano, o Cradle of Filth faz shows pelos EUA, no Dynamo Open Festival e Milwaukee Music Festival.

No ano seguinte, 1998, com a formação estabilizada, a banda lança seu álbum seguinte, Cruelty and the Beast. O título do disco é uma referência a uma frase do filósofo prussiano Friederich Nitzsche, que originalmente dizia: "There is no beast without cruelty" ("não existe besta sem crueldade"). Existe uma edição especial desse álbum, que vem com um disco bônus contendo três músicas inéditas (uma delas em versão remix) e dois covers ("Hallowed Be Thy Name", do Iron Maiden; e "Black Metal", do Venom). O álbum foi promovido em shows por todo o planeta, em países como Estados Unidos, Rússia e Japão, aumentando o número de fãs. Durante esta série de shows, eles foram se apresentar no Vaticano. Antes do concerto, fizeram uma sessão fotográfica, cujo cenário seria a Cidade Santa, utilizando camisetas nas quais a frase "I love Satan" (Eu amo Satã) aparecia escrita. Foram presos por isso, mas foram soltos após o pagamento da fiança, antes do concerto.

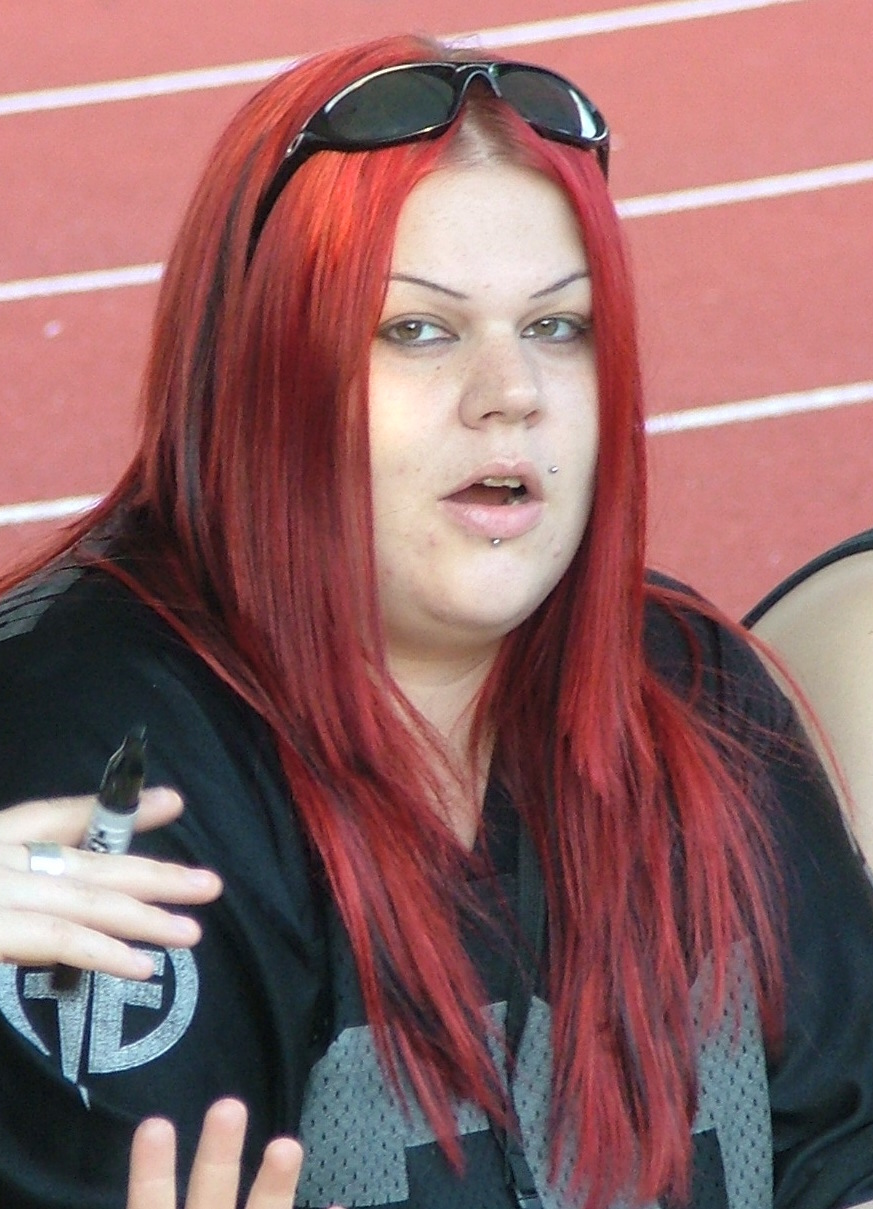
Sarah Jezebel Deva entrou na banda em 1996

Ainda em 98 o COF participa de dois outros projetos: um tributo ao Slayer chamado 'Satanic Slaughter II', no qual a banda toca a música "Hell Awaits" - participam ainda desse tributo bandas como Vader, Benediction e Anathema; e a coletânea Gods of Darkness, para o qual a banda contribui com a faixa "Malice Through the Looking Glass", e figura ao lado de nomes como Dimmu Borgir, Emperor, Satyricon, Mayhem e Dissection.
Mas as mudanças da formação continuaram e no ano seguinte, 1999, é a vez do baterista Nicholas deixar o Cradle por suas divergências dentro de diferentes áreas. Ele é rapidamente recrutado para juntar-se a banda norueguesa de black metal Dimmu Borgir. Para o seu lugar o Cradle chamou Was Sarginson, Dave Hirscheimer e finalmente Adrian Erlandsson, que veio de uma banda norueguesa de black metal, The Haunted. Durante este ano a banda fez seu primeiro video clip para "From the Cradle to Enslave", que coincidiu com o lançamento do EP From the Cradle to Enslave. Depois do lançamento do EP mais mudanças ocorreram no COF: saíram o tecladista Lector e o guitarrista Stuart Anstis, ambos alegando diferenças pessoais. Voltaram então os guitarristas Paul Allender e Gyan Pyres.
É também lançado o primeiro home video chamado de PanDaemonAeon, que foi banido pela MTV. O video contém o clip da música "From the Cradle to Enslave" em duas versões: uma censurada e outra não, um making of do clip, e quatro músicas de um show ao vivo. Durante o ano de 1999, a banda participou de uma outra coletânea, chamada Beauty in Darkness. O COF toca a música "Cruelty Brought the Orchids". Participam também deste projeto bandas como Crematory, My Dying Bride e Moonspell.
Em 2000, Martin Powell juntou-se ao Cradle of Filth, vindo da banda My Dying Bride para o lugar de Lector nos teclados. Esta era a formação na época: Dani (vocais), Gian (guitarras), Adrian (bateria), Robin (baixo), Paul (guitarras) e Martin (teclados). Com ela, foi lançado o álbum Midian, que foi lançado no dia de Halloween. Em 2020, a revista Metal Hammer o elegeu como um dos 20 melhores álbuns de metal de 2000. Neste mesmo ano o vocalista Dani Filth atua no filme Cradle of Fear, produzido pelo mesmo diretor do video clip "From the Cradle to Enslave".

### Sony

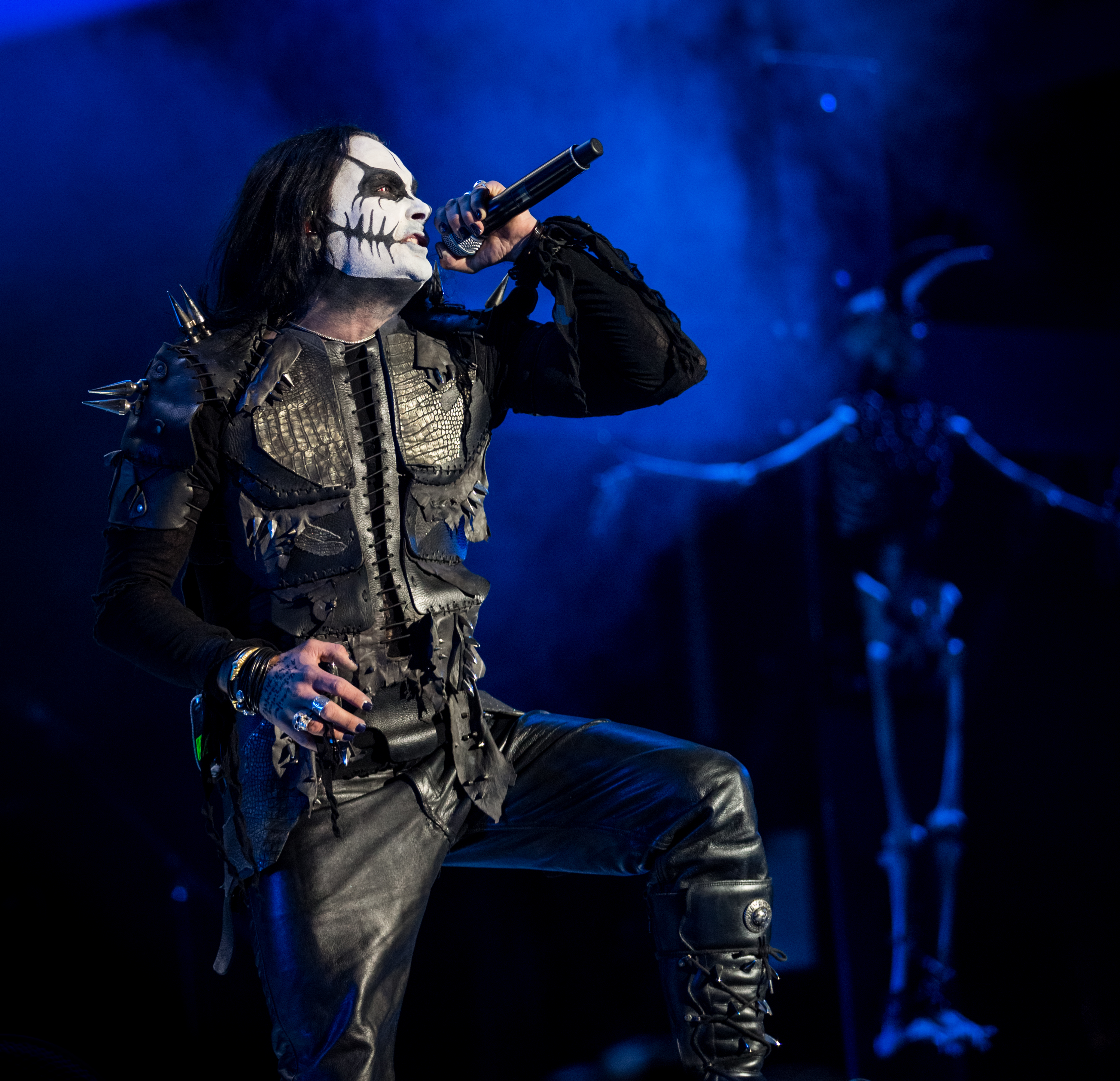
Dani Filth no Festival Wacken Open Air 2015

Em 2001, a banda resolve sair da gravadora Music for Nations. O EP Bitter Suites to Succubi foi lançado pela nova gravadora, Abracadaver, contendo três músicas regravadas do primeiro álbum, um cover do The Sisters of Mercy e um video clip para a música "Born in a Burial Gown". No meio do ano, mais uma saída, agora do baixista Robin Graves, que deixou o COF por razões pessoais. Dave Pyrus (ex-Anathema) veio então para seu lugar. E para fechar o ano, o Cradle lança seu primeiro DVD Heavy, Left-Handed and Candid.
Em 2002, o Cradle of Filth assina com a sua nova gravadora Sony. No mês de maio, a banda participa do Ozzfest-UK ao lado dos grupos Slayer, Ozzy Osbourne, Tool e System of a Down. No decorrer do ano, é lançado pela sua ex-gravadora Music for Nations um Best Of duplo, Lovecraft and Witch Hearts, contendo 24 faixas das épocas: Dusk... and Her Embrace, Cruelty and the Beast, From the Cradle to Enslave e Midian, além de faixas que foram lançadas somente em edições limitadas. Em agosto, é lançado na Inglaterra também o primeiro álbum ao vivo, Live Bait for the Dead, gravado no Nottignham Rock City no dia 14 de abril de 2001 e contendo ainda mais algumas músicas regravadas e remixadas da banda. No mesmo mês, o guitarrista Gian Pyres, depois de ter ficado no grupo por 6 anos, deixa-o alegando que não estava passando muito tempo com sua família.
Em março de 2003, a banda lança seu quinto álbum, Damnation and a Day, trabalho conceitual que fala sobre a criação dos anjos até a ascensão do diabo frente a Deus. No mesmo ano abriram alguns shows do Iron Maiden na Europa. Logo em seguida, a banda saiu em turnê pela Europa e América do Norte e também participou novamente do OzzFest.
Ainda no mesmo ano, o vocalista Dani Filth empresta sua voz ao desenho animado Dominator. O filme ainda conta com Doug Bradley, Mark & Lard e a música "Carrion", do último álbum. E, para terminar o ano, um clip para a música "Mannequin" foi lançado.

### Roadrunner Records
Em 2004, é lançado o álbum Nymphetamine, um nome que mistura sexo e drogas (ninfeta+anfetamina). Em 2006, é lançado Thornography. Em outubro de 2008, vem o álbum Godspeed on the Devil's Thunder, O disco se trata de um trabalho conceitual, retratando a história de Gilles de Rais, nobre francês que lutou ao lado de Joana D'Arc contra os ingleses, e que passaria para a posteridade por ter seqüestrado, violentado e matado centenas de garotos.
A banda entrou em uma turnê europeia com Gorgoroth, Moonspell, Septic Flesh e Asrai ("The Darkest Tour: Filthfest") em dezembro de 2008, e fez uma turnê com Satyricon e Septic Flesh em janeiro e fevereiro de 2009. Eles serão a principal atração do Tomahawk Festival, no dia 28 de março, e eles entrarão em uma turnê europeia com Moonspell e Turisas, que sera chamada "Filthfest Tour 2009", em abril e maio de 2009.

## Membros

### Atuais
- Dani Filth - vocal (1991–presente)
- Donny Burbage - guitarra (2022–presente)
- Marek 'Ashok'  - guitarra (2014–presente)
- Martin Skaroupka - bateria (2006–presente)
- Daniel James Firth - baixo (2012–presente)
- Zoe Marie Federoff - teclado/vocal de apoio (2022–presente)

## Discografia
- 1994 - The Principle of Evil Made Flesh
- 1996 - Dusk... and Her Embrace
- 1998 - Cruelty and the Beast
- 2000 - Midian
- 2003 - Damnation and a Day
- 2004 - Nymphetamine
- 2006 - Thornography
- 2008 - Godspeed on the Devil's Thunder
- 2010 - Darkly, Darkly, Venus Aversa
- 2012 - The Manticore and Other Horrors
- 2015 - Hammer of the Witches
- 2017 - Cryptoriana - The Seductiveness of Decay
- 2021 - Existence is Futile
- 2023 - Trouble and Their Double Lives
- 2025 - The Screaming of the Valkyries

## Videografia

### DVDs
- 1998 - PanDaemonAeon
- 2001 - Heavy, Left-Hand Candid
- 2005 - Peace Through Superior Firepower
- 2007 - Harder, Darker, Faster
- 2011 - Evermore Darkly (Bonus DVD)

### Filmes
2001 - Cradle of Fear

## Livros
- 2007 - "The Gospel of Filth" (Data de Publicação: dia 31 de Outubro do ano de 2008)[6]

| “ | Da minha parte, está totalmente acabado. O resto é com o editor, de momento. Temos esperança de uma enorme saída. O livro tem crescido em grandes proporções. Enquanto o escrevia, fazendo algumas correcções nalguns capítulos, nem podia acreditar quanto detalhado é! Não somente Gavin Baddeley é um historiador do oculto (e um ordenado Reverendo da Church of Satan), mas suplementado por um vasto número de contribuidores: músicos, artistas e ocultistas. Existe um ligeiro humor negro no livro, o qual não desaparece. E por toda a parte, fotos pródigas; irá ser monumental. A edição especial, que estou a fazer, irá ser de couro e assinada à mão, com um capítulo adicional sobre percalços na estrada (durante as digressões). | ” |